# Insignia del príncipe de Asturias
La insignia (también conocida como condecoración o placa) del príncipe de Asturias es un distintivo externo propio de los príncipes de Asturias, cuya actual portadora es Leonor de Borbón.

## Historia
De forma tradicional el principado de Asturias entregaba a sus príncipes en su nacimiento una ofrenda de mil doblas, conocida como mantillas.

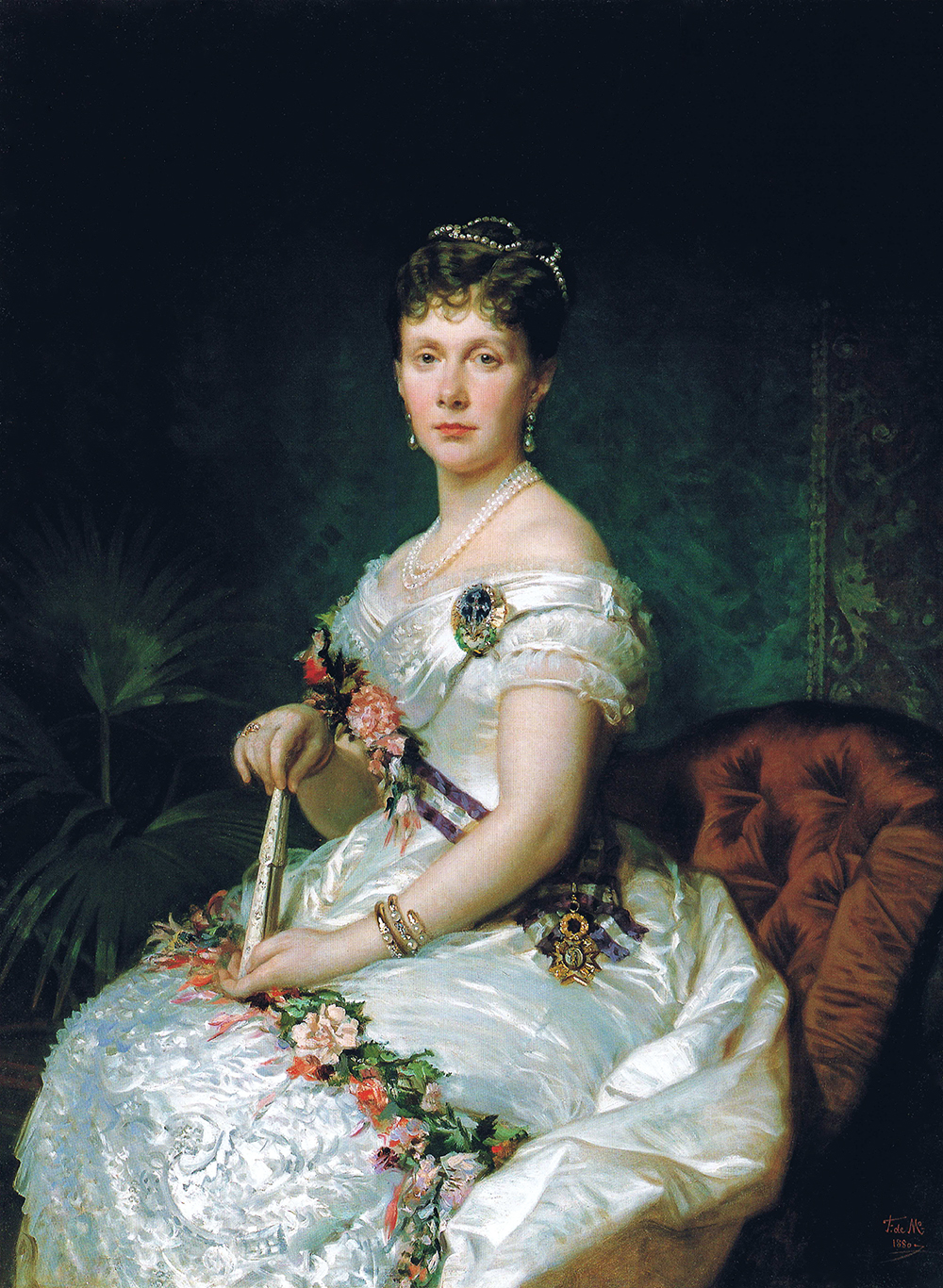
Retrato de Isabel de Borbón con la placa (Federico de Madrazo, 1880)

En 1830 ante el próximo parte de María Cristina de Borbón-Dos Sicilias, se formó una comisión del Principado de Asturias destinada a felicitar a un eventual príncipe de Asturias y ofrecerle las mantillas. Esta comisión presentó a Fernando VII una serie de modelos para realizar una insignia o condecoración con la Cruz de la Victoria, destinada al nuevo príncipe. Al nacer una infanta (después jurada princesa heredera y que acabaría siendo Isabel II) no se le impuso la condecoración prevista.
Posteriormente, en 1850 se repitió una situación parecida cuando la comisión asturiana no pudo entregar la condecoración por haber nacido muerto, un varón, Fernando. En el año de 1851, nació una infanta, María Isabel que sería princesa de Asturias. En esta ocasión la comisión asturiana presentó a la princesa únicamente las mantillas y no la condecoración.
La primera vez en que pudo imponerse la insignia fue en el nacimiento del futuro Alfonso XII en 1857. Con posterioridad la insignia se ha impuesto a la mayoría de aquellos titulados príncipes o princesas de Asturias, con independencia de su sexo. La última vez en que se impuso de forma solemne fue en 1907 a Alfonso de Borbón y Battenberg.
Juan Carlos de Borbón llevaría la insignia en ocasiones solemnes hasta su designación como heredero de Franco en la jefatura del Estado con el título de rey en 1969. Tras la instauración de la monarquía en la persona de Juan Carlos I no se tiene constancia de la imposición de la placa al entonces príncipe don Felipe. 
En 2018 se diseñó una nueva insignia realizada con un diseño distinto a la histórica destinada a Leonor de Borbón.

## Descripción
La condecoración histórica consistía en una placa ovalada en la que se disponía la Cruz de la Victoria sobre un fondo esmaltado en azul. En la parte inferior de la Cruz de la Victoria a ambos lados de la misma se disponían dos ramas de laurel. 
La placa impuesta a Leonor de Borbón en 2018 es distinta a la insignia histórica, siendo de menores dimensiones y forma circular. Fue realizada en oro blanco y amarillo.
La insignia era entregada solemnemente por una comisión especialmente formada al efecto, elegida por la Diputación Provincial de Oviedo. En el caso de imponerse en el momento del nacimiento del príncipe el acto podía realizarse en dos momentos:
- En 1857, el acto tuvo lugar inmediatamente después del bautismo de su bautismo y antes de la imposición de las órdenes del Toisón de Oro, Carlos III e Isabel la Católica

- En 1907, el acto se realizó en la Real Cámara, algunos días después del bautismo.[7]

## Galería

Príncipes de Asturias llevando la placa
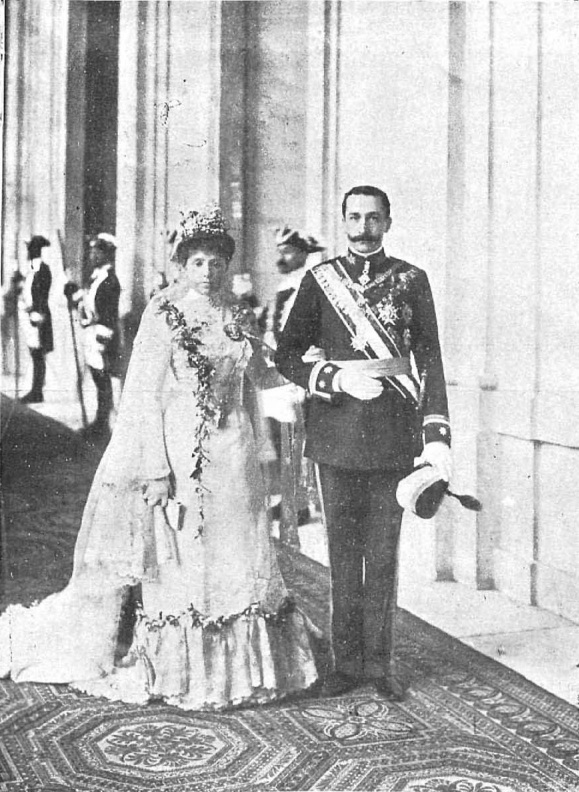
María de las Mercedes de Borbón con la condecoración el día de su matrimonio. (1900)
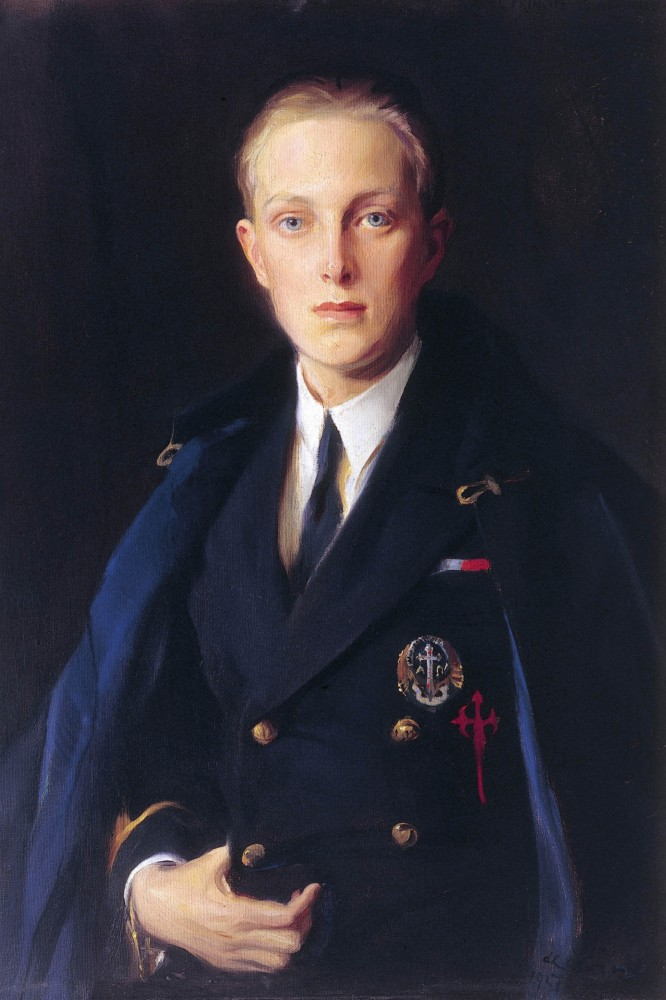
Alfonso de Borbón con la insignia. (Laszlo, 1927)
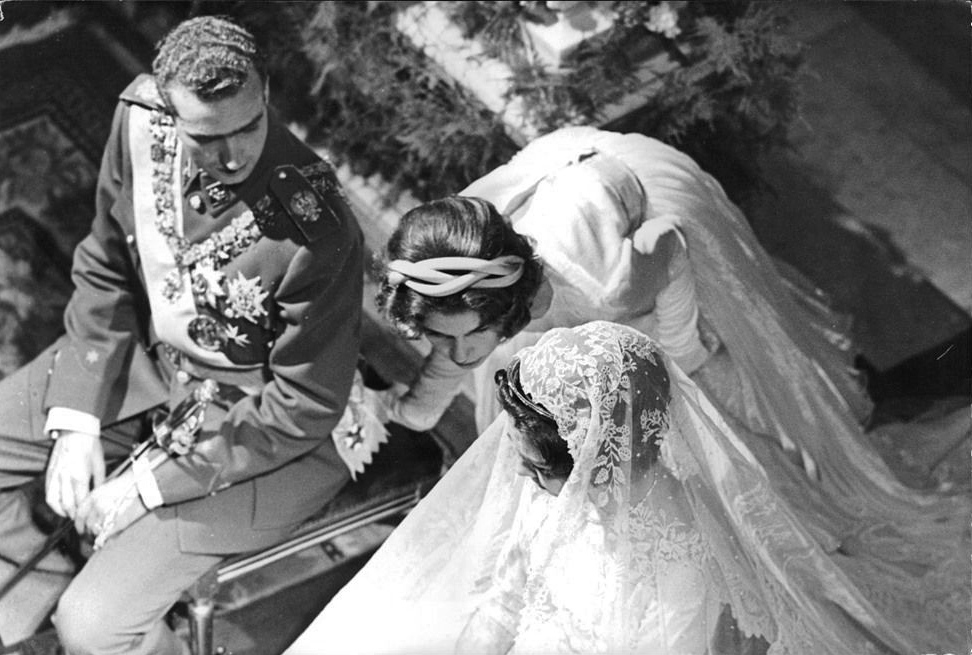
Juan Carlos de Borbón en su boda, luciendo la placa. (1962)

### Individuales
1. 1 2 3  Mayordomo, Laura (8 de septiembre de 2018). «Asturias entregará a Leonor su insignia de Princesa». El Comercio.
2. ↑  «Real decreto disponiendo que los sucesores inmediatos á la Corona, sin distinción de varones ó hembras, continuarán denominándose Príncipes de Asturias.». Gaceta de Madrid (5782). 30 de mayo de 1850. p. 1.
3. ↑  «Tuvo lugar en la Real Cámara el acto solemne de recibir S. M. el Rey la Cruz de la Victoria, destinada por el Principado de Astúrias al augusto Recién nacido, y de condecorarlo con las insignias de las Órdenes del Toisón de Oro, Cárlos III, Isabel la Católica y San Juan de Jerusalén.». Gaceta de Madrid (1799). 8 de diciembre de 1857. p. 1.
4. ↑  «Real decreto creando una Medalla conmemorativa del acto de la entrega del tributo de mil doblas en oro, que ofrece el pueblo asturiano al Príncipe de Asturias, y de la imposición al mismo de las insignias de la Santa Cruz de la Victoria.». Gaceta de Madrid (152). 1 de junio de 1907. p. 807.
5. ↑  «Juan Carlos-Sofía. Diez años de un matrimonio ejemplar». ABC (20.634). 14 de mayo de 1972. p. 155.
6. 1 2  Parga, Mónica (8 de septiembre de 2018). «Descubrimos la joya insignia de princesa de Asturias, la pieza histórica que ha recibido Leonor». Vanity Fair.
7. ↑  «El principado de Asturias». ABC (719). 24 de mayo de 1907. p. 4.